# アーベル賞
アーベル賞（ノルウェー語: Abelprisen、アーベルしょう）は、顕著な業績を上げた数学者に対して贈られる賞である。

## 概要
2001年、ノルウェー政府は同国出身である数学者ニールス・アーベルの生誕200年（2002年）を記念して、アーベルの名を冠した新しい数学の賞を創設することを公表し、そのためにニールス・ヘンリック・アーベル基金を創設した。
毎年、ノルウェー科学文学アカデミーによって任命された5人の数学者からなる委員会が、受賞する人物を決定する。賞金額はスウェーデンのノーベル賞に匹敵し、数学の賞としては最高額である。この賞の主な目的は、数学の分野における傑出した業績に国際的な賞を与えることであり、社会における数学の地位を上げることや、子供たちや若者の興味を刺激することも企図している。
2003年4月、初めての受賞者が公表され、ジャン＝ピエール・セールに送られることに決まった（賞金は600万ノルウェー・クローネ、約1億円）。

### フィールズ賞との違い
1936年から実施されているフィールズ賞も数学に関する賞であるが、フィールズ賞が4年に1度しか授与されず、しかも受賞までの業績に加え今後の活躍への期待も込めて40歳以下の若い数学者にのみ贈られる賞であるのに対し、アーベル賞はノーベル賞と同じく1年に1度で、受賞の対象は年齢を問わず、数学全般に関わる重要な業績を残した数学者に対して贈られる賞であり、賞金額もアーベル賞の方が非常に高額で、その性格はフィールズ賞よりもノーベル賞に近いものとなっている。
| 比較項目 | ノーベル賞 | アーベル賞 | フィールズ賞 |
| -------- | ---------- | ---------- | ------------ |
| 第1回    | 1901年     | 2003年     | 1936年       |
| 実施間隔 | 1年        | 1年        | 4年          |
| 年齢制限 | なし       | なし       | 40歳以下     |
| 賞金額   | 約1億円    | 約1億円    | 約200万円    |

## 受賞者の一覧
| 年     | 受賞者                                                      | 写真                       | 生没年          | 国籍                        | 受賞理由 |
| ------ | ----------------------------------------------------------- | -------------------------- | --------------- | --------------------------- | --- |
| 2003年 | ジャン＝ピエール・セール Jean-Pierre Serre                  | Jean-Pierre Serre          | 1926年 -        | フランス                    | 位相幾何学、代数幾何学、数論を含む数学の多くの分野の現代的な形態を形成する上で重要な役割を果たした                                                                               |
| 2004年 | マイケル・アティヤ Michael Francis Atiyah                   | Michael Atiya              | 1929年 - 2019年 | イギリス                    | トポロジー 、幾何学、および解析学を結びつけた指数定理の発見とその証明に対して、また数学と理論物理学の間に新しい掛け橋をつくる作業において 顕著な役割をはたした、その功績に対して |
| 2004年 | イサドール・シンガー Isadore Manual Singer                  | Isadore Singer             | 1924年 - 2021年 | アメリカ合衆国              | トポロジー 、幾何学、および解析学を結びつけた指数定理の発見とその証明に対して、また数学と理論物理学の間に新しい掛け橋をつくる作業において 顕著な役割をはたした、その功績に対して |
| 2005年 | ピーター・ラックス Peter D Lax                              | Peter Lax                  | 1926年 - 2025年 | ハンガリー                  | 偏微分方程式の理論と応用、そしてその解の計算への画期的な貢献に対して |
| 2006年 | レンナルト・カルレソン Lennart Carleson                     | Lennart Carleson           | 1928年 -        | スウェーデン                | 調和解析学と可微分力学系理論への深遠かつ影響力の大きい貢献に対して |
| 2007年 | S. R. シュリニヴァーサ・ヴァラダン S. R. Srinivasa Varadhan | S. R. Srinivasa Varadhan   | 1940年 -        | アメリカ合衆国              | その確率論への基本的貢献、とりわけ大偏差に関する統一理論の創造に対して |
| 2008年 | ジョン・G・トンプソン John Griggs Thompson                  | John Griggs Thompson       | 1932年 -        | アメリカ合衆国              | その代数学、特に現代群論の構築における重要な業績に対して |
| 2008年 | ジャック・ティッツ Jacques Tits                             | Jacques Tits               | 1930年 - 2021年 | フランス                    | その代数学、特に現代群論の構築における重要な業績に対して |
| 2009年 | ミハイル・グロモフ Mikhael Leonidovich Gromov               | Mikhail Leonidovich Gromov | 1943年 -        | フランス ロシア             | 幾何学への革命的な寄与に対して |
| 2010年 | ジョン・テイト John Tate                                    | John Tate                  | 1925年 - 2019年 | アメリカ合衆国              | 整数論への甚大且つ永続的な影響力に対して |
| 2011年 | ジョン・ウィラード・ミルナー John Willard Milnor            | John Milnor                | 1931年 -        | アメリカ合衆国              | そのトポロジー、幾何学及び代数学における先駆的な発見に対して |
| 2012年 | エンドレ・セメレディ Endre Szemerédi                        | Endre Szemeredi            | 1940年 -        | ハンガリー                  | 離散数学と理論計算機科学への貢献、加法的整数論とエルゴード理論への影響に対して。                                                                                                 |
| 2013年 | ピエール・ドリーニュ Pierre Deligne                         | Pierre Deligne             | 1944年 -        | ベルギー                    | 代数幾何学への発展性ある貢献と、数論、表現論、及び関連分野に変化をもたらした、その強い影響力に対して                                                                             |
| 2014年 | ヤコフ・シナイ Yakov Sinai                                  | Yakov G Sinai              | 1935年 -        | アメリカ合衆国 ロシア       | その力学系、エルゴード理論、数理物理学への基本的な貢献に対して |
| 2015年 | ジョン・ナッシュ John Forbes Nash, Jr.                      | John Forbes Nash Jr.       | 1928年 - 2015年 | アメリカ合衆国              | 非線形偏微分方程式論とその幾何解析への応用への顕著にして独創的な貢献に対して |
| 2015年 | ルイス・ニーレンバーグ Louis Nirenberg                      | Louis Nirenberg            | 1925年 - 2020年 | アメリカ合衆国 カナダ       | 非線形偏微分方程式論とその幾何解析への応用への顕著にして独創的な貢献に対して |
| 2016年 | アンドリュー・ワイルズ Andrew Wiles                         | Andrew Wiles               | 1953年 -        | イギリス                    | 数論に新時代を開いた、半安定楕円曲線のモジュラー性予想の方法による素晴らしいフェルマーの最終定理の証明に対して                                                                   |
| 2017年 | イヴ・メイエ Yves Meyer                                     | Yves Meyer                 | 1939年 -        | フランス                    | その数学的ウェーブレット理論の発展における重要な役割に対して |
| 2018年 | ロバート・ラングランズ Robert Langlands                     | Robert Langlands           | 1936年 -        | カナダ アメリカ合衆国       | 表現論と数論を結びつける、先見的なプログラムに対し |
| 2019年 | キャレン・アーレンベック Karen Uhlenbeck                    | Karen Uhlenbeck            | 1942年 -        | アメリカ合衆国              | 幾何学的偏微分方程式・ゲージ理論・可積分系における先駆的な偉業と業績の解析・幾何・数理物理に対する基本的な影響に対して                                                           |
| 2020年 | ヒレル・ファステンバーグ Hillel Furstenberg                 | Hillel (Harry) Furstenberg | 1935年 -        | イスラエル アメリカ合衆国   | 確率論と力学に由来する手法の、群論・数論・組み合わせ論への使用の先駆的業績に対して                                                                                               |
| 2020年 | グレゴリー・マルグリス Grigory Margulis                     | Grigory Margulis           | 1946年 -        | ロシア アメリカ合衆国       | 確率論と力学に由来する手法の、群論・数論・組み合わせ論への使用の先駆的業績に対して                                                                                               |
| 2021年 | ラースロー・ロヴァース László Lovász                        | Laszlo Lovasz              | 1948年 -        | ハンガリー · アメリカ合衆国 | 理論計算機科学と離散数学への基礎的な貢献と、それらを現代数学の中心的な分野に育てた指導的な役割に対して                                                                           |
| 2021年 | アヴィ・ヴィグダーソン Avi Wigderson                        | Avi Wigerson               | 1956年 -        | イスラエル                  | 理論計算機科学と離散数学への基礎的な貢献と、それらを現代数学の中心的な分野に育てた指導的な役割に対して                                                                           |
| 2022年 | デニス・サリヴァン Dennis Sullivan                          | Dennis Sullivan            | 1941年 -        | アメリカ                    | 位相幾何学の幅広い業績、特に代数学、力学、幾何学といった関連分野への革新的な貢献に対して                                                                                         |
| 2023年 | ルイス・カッファレッリ Luis A. Caffarelli                   | Luis Caffarelli            | 1948年 -        | アルゼンチン                | 自由境界値問題とモンジュｰアンペール方程式を含む非線型偏微分方程式の正則性理論への独創的な貢献に対して                                                                            |
| 2024年 | ミシェル・タラグラン Michel Talagrand                       | Michel Talagrand           | 1952年 -        | フランス                    | 数理物理学と統計学への顕著な応用を含む、確率論および関数解析学への革新的な貢献に対して                                                                                           |
| 2025年 | 柏原正樹 Masaki Kashiwara                                   | Masaki Kashiwara           | 1947年 -        | 日本                        | 代数解析学および表現論、特にD-加群理論の発展と結晶基底の発見への根本的な貢献に対して                                                                                             |